# Vazmelā
Vazmelā (persiska: وزملا, وِز مُلّا) är en ort i Iran.   Den ligger i provinsen Mazandaran, i den norra delen av landet, 160 km öster om huvudstaden Teheran. Vazmelā ligger 1 174 meter över havet och antalet invånare är 148.
Terrängen runt Vazmelā är huvudsakligen kuperad, men västerut är den bergig. Runt Vazmelā är det ganska tätbefolkat, med 96 invånare per kvadratkilometer. Närmaste större samhälle är Pol-e Sefīd, 12,8 km väster om Vazmelā. I omgivningarna runt Vazmelā växer i huvudsak blandskog.